# Manín (Lovios)
Manín (llamada oficialmente San Salvador de Manín) es una parroquia y un lugar del municipio español de Lovios, en la provincia de Orense, Galicia.

## Organización territorial
La parroquia está formada por cinco entidades de población:
- Aceredo
- A Madalena (O Vao)
- Compostela
- Ludeiros
- Manín

## Demografía

### Parroquia
| Gráfica de evolución demográfica de Manín (parroquia) entre 2000 y 2022 |
|                                                                         |
| Datos según el nomenclátor publicado por el INE.                        |

### Lugar
| Gráfica de evolución demográfica de Manín (lugar) entre 2000 y 2022 |
|                                                                     |
| Datos según el nomenclátor publicado por el INE.                    |